# Östrogen

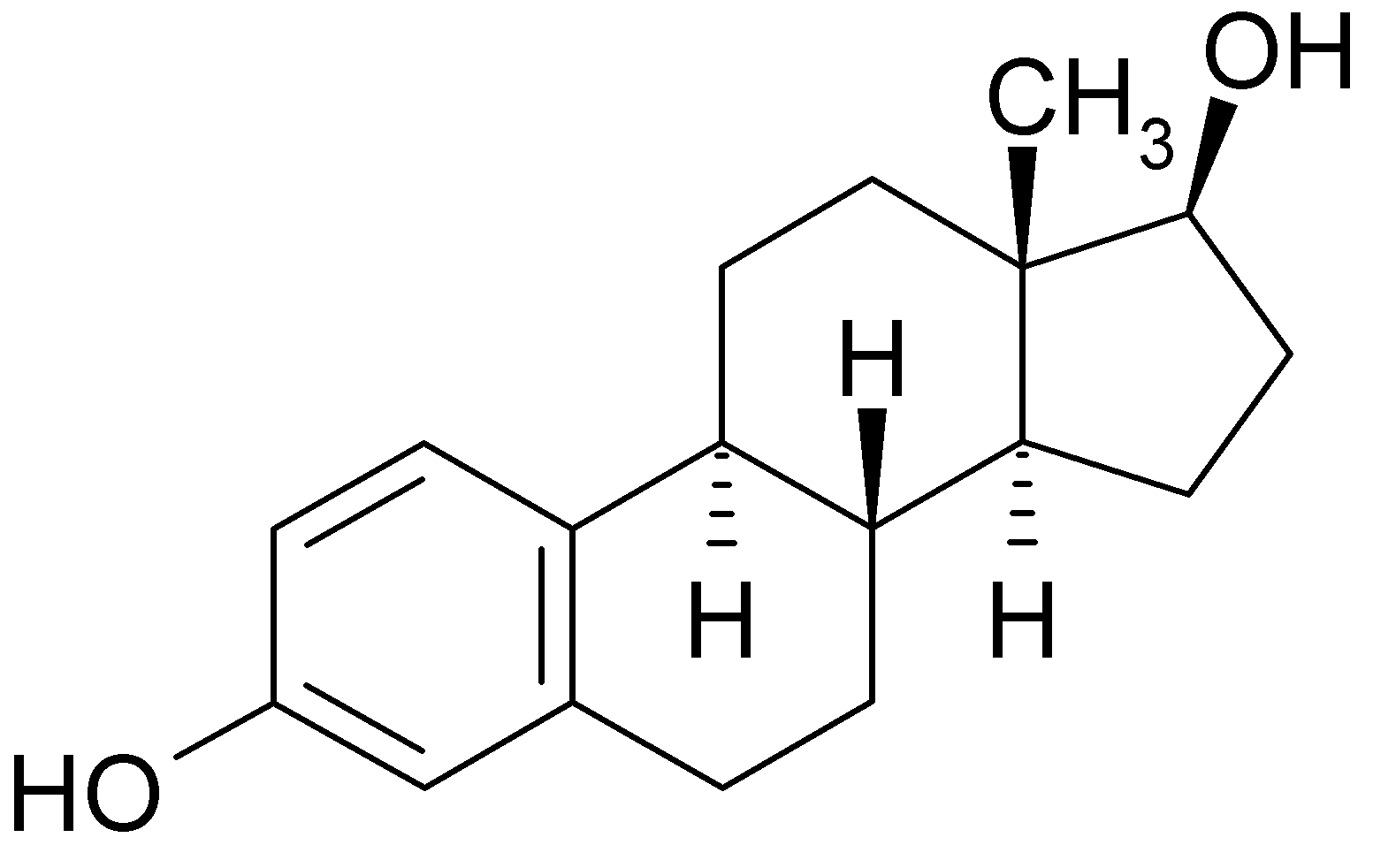
Strukturformeln för östradiol, den viktigaste av östrogenerna.

Östrogen är en grupp steroidhormoner, som främst betraktas som ett kvinnligt könshormon. Östrogen finns i kroppen hos både kvinnor och män, men i avsevärt högre halter hos kvinnor. De viktigaste kroppsegna östrogenerna är östradiol, östron och östriol.
Syntetiska östrogener ingår i p-piller. Till gruppen syntetiska östrogener hör dietylstilbestrol (DES), som visat sig vara hormonstörande och cancerogent i många generationer efter exponering, och därför förbjudits. Godkända syntetiska östrogener innefattar etinylöstradiol, vars relation till cancer är mer mångtydig.
Det har betydelse för feminisation, men agerar också i flera andra kroppsliga system. Det färdas med blodet till sina målceller i flera system i kroppen, och verkar efter att de fäster vid östrogenreceptorer.

## Typer av östrogener och produktion

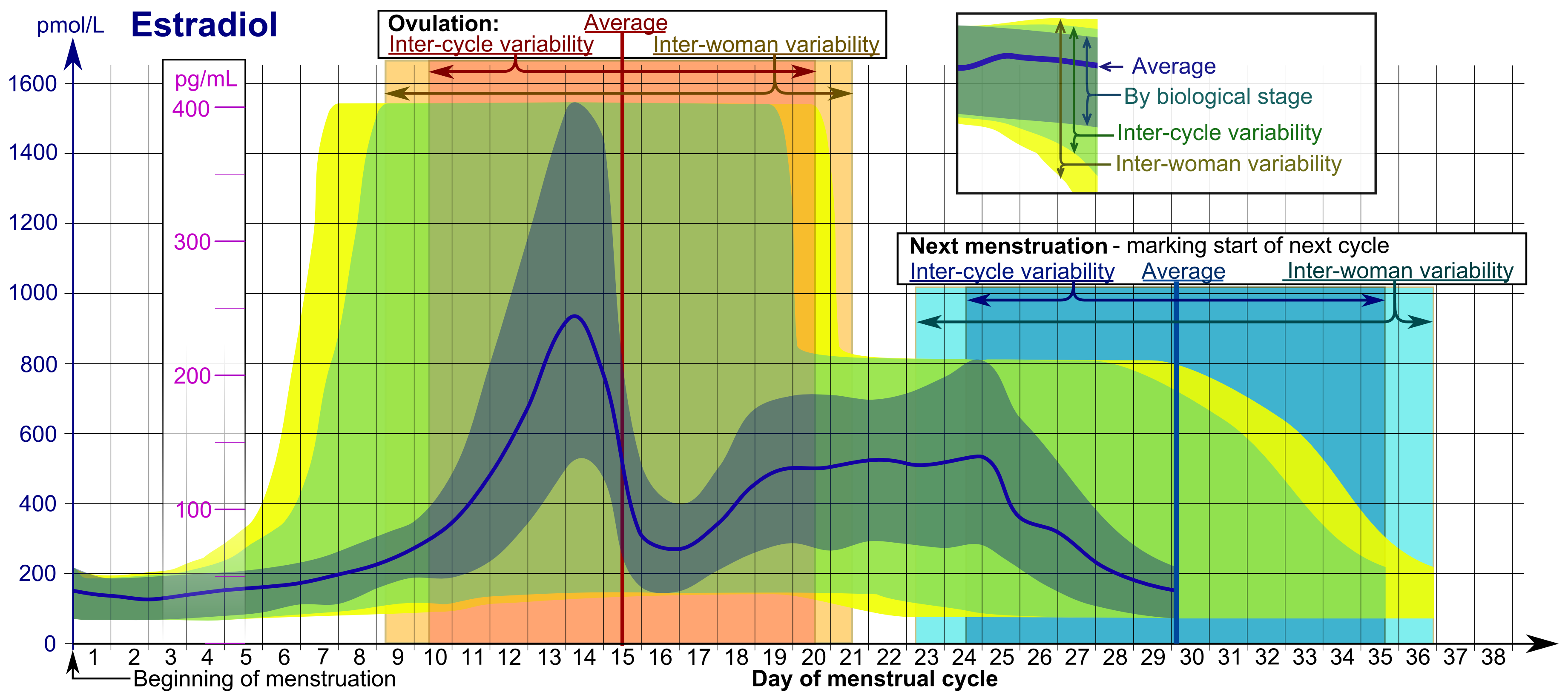
Östradiolnivåer under menstruationscykeln hos icke-gravida kvinnor.

De tre viktigaste typerna av östrogen som finns naturligt hos människan är östradiol, östriol och östron. I kroppen bildas de genom enzymatiska reaktioner från androgener; östradiol tillverkas av testosteron och östron av androstendion genom aromatisering av enzymet aromatas. Östron har svagare verkan än östradiol, och kvinnor som passerat klimakteriet har mera östron än östradiol.
Hos fertila kvinnor tillverkas östrogen främst i äggstockarna, av äggblåsorna och av gulkroppen (corpus luteum), och när kvinnan är gravid även av moderkakan. Män producerar en del östrogen i testiklarna. Kvinnor som passerat klimakteriet får ett förändrat mönster av östogenproduktionen. Östrogenproduktion sker också perifert i kroppen, fibroblaster i fettceller och huden, hjärnan, skelett, den glatta muskulaturen i aorta, och i binjurarna hos bägge könen och hos kvinnan även i brösten. Produktionen av östrogen från andra vävnader än könsorganen är viktig för båda könen. Ökad produktion av östrogen i t.ex. kvinnobröst kan dock också vara en cancermarkör, vid sidan av att det kan ha en normal funktion.
Hos fertila, icke-gravida kvinnor varierar nivåerna av östrogen under menstruationscykeln. Nivåerna når en hastig topp strax före ägglossningen, är medelhöga efter ägglossningen, för att sjunka vid menstruationen.
Mängden östrogen som bildas hos fertila kvinnor styrs från hypotalamus som med hjälp av peptiden kisspeptin känner av det östrogen som cirkulerar i blodet. Om mängden bedöms vara för låg utsöndras frisättningshormonet GnRH, som fäster vid receptorer på hypofysen. Hypofysen svarar genom att frisätta follikelstimulerande hormon (FSH). FSH stimulerar follikeltillväxten i äggstockarna. Den ökande aktiviteten i äggstockarna leder till bildning av östrogen. Östrogen och FSH reagerar på varandra med positiv feedback - ju mer av det ena hormonet, desto mer av det andra. GnRH reagerar negativt på progesteron. Efter ägglossningen ökar nivån progesteron, varvid östrogennivåerna miskar. De minskade nivåerna östrogen leder till menstruation.
Östrogenerna är de sista hormonerna i steroidkedjan. De brytas sedan ner genom hydroxylation innan de utsöndras med urinen. Vanligen sker detta genom att OH-molekylen fäster vid positionerna C2, C4 eller C16. Nedbrytningsprodukter innefattar 16-alfa-hydroxyöstron och 2-hydroöstron. 16-alfa-hydroöstron har större östrogenverkan än östronet. Östrogenet kan ha cancerogen verkan (livmodercancer och bröstcancer), vilket enligt somliga kan ha att göra med relationen mellan metaboliterna. I synnerhet 16-alfa-östron och hydroxylation på positionen C4 anses av dessa vara genotoxiska.

## Funktioner
Östrogen är viktigt för bentätheten och centrala nervsystemet, och det skyddar mot hjärtinfarkt vilket förklarar varför kvinnor inte är lika drabbade av denna sjukdom som män, men också varför största delen av kvinnors skydd mot hjärtinfarkt förefaller försvinna efter klimakteriet, samtidigt som benskörheten hos äldre kvinnor är påtagligare än hos män. För låga värden kallas hypoöstrogenism och för höga hyperöstrogenism.
Östrogen har en motsägelsefull relation till hjärt- och kärlsjukdomar. P-piller med syntetiskt östrogen och HRT har visat på en förhöjd risk för blodpropp, men mycket tyder på att kroppseget östrogen på flera sätt skyddar mot hjärt- och kärlsjukdomar. Kvinnor som i fertil ålder opererat bort äggstockarna (och därmed östrogenkörtlarna), och kvinnor som har tidig menopaus, har uppåt 50% högre risk att drabbas av stroke. Om stroke inträffar, har neurogenes och återhämtning ett klart samband med förhöjda nivåer östrogen. Det råder dock oenighet om huruvida östrogenets roll för återhämtning gäller båda könen.
Östrogenet påverkar centrala nervsystemet. Det ökar koncentrationen och effekten av nervtillväxtfaktor, serotonin, dopamin och noradrenalin, vilket har en rad effekter på hjärnans åldrande och sinnesstämningen under olika åldrar, samt ökar produktionen av endorfiner och opioider. Östrogennivåerna sjunker under tider av näringsbrist, hård fysisk träning och stress, och beteenden som hör samman med androgenerna tilltar då. Av den anledningen kan stress leda till menstruationsstörningar. Det finns uttryckt i flera delar av hjärnan som påverkar beteenden som att kunna lugna ner sig efter att ha blivit skrämd (när det inte föreligger fara), såsom amygdala, prefrontala cortex och hippocampus, vilket kan förklara att kvinnor är sårbarare för ångeststörningar och depression. Östrogen verkar skydda åtminstone kvinnor med benägenhet till schizofreni.
Östrogenerna påverkar fettmetabolismen. För det första reglerar det var kroppsfett placerar sig. Kvinnor tenderar att lägga på sig överskottsfett runt stussen eller bysten, medan män tenderar att få bukfetma. Bukfetma hos kvinnor beror som regel på låga östrogennivåer. För det andra samverkar det med orexinliknande peptider, t.ex. ghrelin och melaninkoncentrerande hormon. För det tredje samverkar det med neuropeptider som minskar hungern, såsom insulin, serotonin och leptin. Det har länge varit känt att östrogenet och sköldkörtelhormonerna (T4 och T3) samverkar och påverkar både varandras nivåer och hur deras respektive receptorer uttrycks.
Liksom androgener påverkar också östrogenet håret. Medan androgener leder till kortare tillväxtfas av hårstrået samt till manligt håravfall, ger östrogen en mera långvarig tillväxtfas med längre hår och mindre håravfall. Också hudens åldrande påverkas av östrogen. Östrogenbrist ger mer rynkor, torr hud, samt ökar risken för hudcancer.
Det är antiinflammatoriskt genom att minska antalet cytokiner, och skyddar nervcellerna. Den antiinflammatoriska verkan har lett till att man antar att det kan finnas ett samband mellan bristande östrogenfunktion och uppkomsten av vissa autoimmuna sjukdomar, och östriol har använts terapeutiskt mot en del sådana. Man antar att östrogen ökar njurarnas clearance av urinsyra, genom att hämma proteinerna URAT1 och Glut9. Kvinnor med höga värden östrogen får därför lägre blodvärden urinsyra än de skulle ha haft annars, och det är mera ovanligt att unga kvinnor drabbas av hyperurikemi och gikt än män med högre värden testosteron.
Östrogen är ett av de hormoner som ökar uttrycken av oxytocin, och påverkar därmed förmågan till tillgivenhet.

### Funktioner för kvinnor
Från puberteten är östrogenet viktigt för att utveckla sekundära könskarakteristika hos kvinnan, såsom utvecklingen av en timglasformad kropp, med lägre midja-höft-kvot och större bröst. Östrogenet är ett av de hormoner som reglerar bröststorleken; från flickors pubertet styr det tillväxten av brösten och ökning av östrogen kan senare leda till en större byst.
Hos könsmogna kvinnor är östrogenet ett av flera viktiga hormoner i menscykeln, och har bland annat betydelse för hur endometriet, slemhinnan på insidan av livmodern, blir tjockare för att kunna ta emot ett befruktat ägg. Störningar i östrogennivåerna kan yttra sig i menstruationsstörningar.
Hos kvinnor finns ett tydligt samband mellan hypoöstrogenism och insjuknande i schizofreni och andra psykossjukdomar. Orsaken skulle kunna vara att stress minskar östrogennivåerna, att den antipsykotiska medicinen gör det, men sannolikt har östrogenet en skyddande roll vid sjukdomens uppkomst. Liknande effekt verkar östrogen ha på affektiva störningar, PMS och postpartumdepression.
Sambandet med oxytocin korrelerar med modersbeteenden, och oxytocinet sänker dessutom ångesten hos honor. Djurförsök har visat att dominanta honor har mer oxytocin än de som underkastar sig, oberoende av nivåerna östrogen. Östrogenet ökar benägenheten till anknytning, oberoende av mängd oxytocin. Dock är östrogenets roll vid anknytning beroende av serotonin, och med mindre mängd serotonin blev honorna mera aggressiva mot andra honor under dem i hierarkin i proportion till nivåerna östrogen. Östrogen tycks öka syntesen av prolaktin i hypotalamus.

### Funktioner för män
Även män kan utveckla bröst till följd av höga östrogennivåer, vilket kallas gynekomasti. Hos män är östrogen viktigt för spermieproduktionen.

## Molekylär mekanism
Östrogenet, liksom övriga steroidhormoner, verkar genom att tränga igenom cellmembranet in i själva cellen och där binda till en östrogenreceptor. När östrogenreceptorn bundit sin ligand, östrogenet, binder den till särskilda DNA-sekvenser i genomet, och påverkar gentranskriptionen och därmed produktionen av vissa proteiner.
Det finns två olika östrogenreceptorer, alfa och beta. Hur dessa distribueras i kroppens olika organ är en del av förklaringen till hur östrogenet kan ha olika effekter i olika organ. Östrogenreceptor beta upptäcktes av en svensk forskargrupp vid institutionen för näringslära vid Karolinska institutet och har bidragit till utvecklandet av bröstcancermedicinerna tamoxifen samt raloxifen. Det är idag vedertaget att de två östrogenreceptorerna alfa och beta motverkar varandra; om alfa stimulerar till uttryck av en viss gen kommer beta att hämma uttryck.
Östrogenreceptorn är en form av nukleär receptor.

## Medicinska tillämpningar
Vid klimakteriebesvär insätts ibland HRT med östrogen, ibland i kombination med gestagen. Östrogenbehandling kan grovindelas i två typer: Systemisk behandling, som används mot värmevallningar och svettningar och påverkar hela kroppen, samt lokal behandling i underlivet, som verkar endast lokalt i underlivet.
På grund av östrogenets betydelse för menscykeln, innehåller vanliga p-piller (men inte minipiller) östrogen. Östrogenbehandling mot övergångsbesvär, ofta tillsammans med gestagener, är vanligt men ett flertal larmrapporter om ökad risk för bröstcancer har lett till något större försiktighet i detta användningsområde. I hälsokostbutiker säljs preparat under namn som bidrottninggelé, vilket i stort fungerar på samma sätt och innehåller stora mängder fytoöstrogener, växtöstrogener som bina utvunnit ur pollen.
Antiöstrogena medel, till exempel aromatashämmare, som binder till östrogenreceptorn men blockerar denna så östrogenet inte kommer åt att verka, används mot vissa typer av bröstcancer.

## Östrogen i miljön

### Påverkan på vattenlevande organismer
Östrogen (oftast etinylestradiol; EE2) används i olika preventivmedel som släpps ut i naturen genom avloppsvatten. När vattenlevande organismer utsätts för ökade koncentrationer av EE2 i miljön kan östrogener agera som hormonstörande ämnen och påverka utveckling av organ, reproduktionsförmåga, fertilitet samt beteende.

#### Fiskar
Ryggradsdjur, bland annat fiskar påverkas till en stor del på grund av signalsubstanser och receptorer som liknar människans egna signalsubstanser och receptorer. EE2 skadar fiskarnas könsutveckling, befruktning samt födointag. En hög koncentration av EE2 tidigt under livet kan leda till felutvecklade organ. De individer som har varit utsatta för EE2 har visat ett negativt beteende när de söker föda, vilket beror på en lägre biomassa hos fiskarna som varit påverkade av EE2 än hos de som inte utsatts för EE2, vilket har lett till att dessa fiskar har sämre simförmåga. Det i sin tur, påverkar fiskarnas födointag samt dess utveckling av organen. Exponering för östrogen kan leda till feminisering. Mängden östrogen som fiskar exponeras för har en negativ konsekvens på hepatocyterna och ökar storleken av levern hos individerna. Förstoring av levern hos fiskar kan beror på ökning i produktion av vitellogenin hos hanliga fiskar. Gonaderna förminskas hos hanliga fiskar. Det kan ha effekt på sexuell förökning som kan bero på en minskning av spermier. Minskningen av spermier beror på förändringen av tillväxthormoner, eftersom fiskarna använder stor del av sin energi i produktionen av vitellogenin och avgiftningsprocesser istället för på reproduktion.

#### Amfibier
Eftersom många amfibier lever och reproducerar i vatten kan de vara utsatta för östrogen från avloppsvatten. Effekterna på amfibierna är både beteendeförändringar och fysiska förändringar. Det vanligast observerade fenomenet vid ökade östrogennivåer i miljön är feminisering av groddjur i olika utvecklingsstadier. Ett exempel på detta är att hanar av Afrikansk klogroda som utsatts för EE2 exponering förändrar parningsbeteende. Parningsljudet minskar i frekvens och läte, och därmed minskar reproduktionen.

#### Fåglar
Det är svårt att fastställa lämpliga nivåer avseende exponering för hormonstörande kemikalier för en mängd fågelarter på grund av att olika fåglar har så olika reproduktionsstrategier. Det är dock tydligt att känslighet för östrogen skiljer sig åt mellan olika arter på grund av tidpunkten för exponering, exponeringssättet, sammansättningens toxicitet och individens ålder. Studier på Japansk vaktel visade att om ett embryo utsätts för EE2 exponering ser man att honorna lägger färre ägg och hanarnas uppvaktningsbeteende förändrades.

#### Däggdjur
Däggdjur kan komma i kontakt med östrogen genom att de får i sig förorenat vatten och genom maten de äter, till exempel från växter eller fisk. Effekter som rapporteras är reproduktionsstörningar och tumörer som uppkommer genom att strukturen av proteiner eller av genetisk kod förstörs. Effekten av östrogener har associerats med cancer i prostata, lungor, endometrium och bröst. Störningar av östrogennivåerna kan även leda till uppkomst av övervikt eller fetma.

#### Snäckor
Stora dammsnäckan (Lymnea. stagnalis) som utsätts för EE2 under ungdomsåren visar en ökad fertilitet och producerar en större mängd ägg. Däremot kan man vid kläckningen se en minskad tillväxt av embryot. Hos embryon utsatta för EE2 exponering under 14 dagar ser man också en större förekomst av missbildningar. Utöver det ser man också minskad förkalkning av snigelskalet genom förändringar i kalciummetabolismen. Det visar sig både bland vuxna snäckor och hos äggen som exponerats för EE2 att det förekommer förändringar i vitellogenliknande proteiner. Forskarna menar att det skulle kunna användas som en biomarkör för östrogen, men är än så länge för tidigt att säga med säkerhet.

#### Växter
Växter innehåller fytoöstrogener som liknar östrogen. Östrogen kan därför binda in till samma receptorer som fytoöstrogener normalt binder till. Låga koncentrationer av östrogen kan stimulera växternas tillväxt, medan höga koncentrationer har skadlig inverkan på växternas tillväxt och utveckling. När det gäller potatis har även låga doser av östrogen en negativ effekt på tillväxten av potatisens rötter.

### Eliminering av östrogener
Avlägsnande av östrogener ur miljön sker genom fysiska, biologiska och/eller avancerade oxidationsprocesser och var och en av dessa processer har olika elimineringsprocesser för att avlägsna östrogen E1, E2, E3 och EE2 från vatten.

#### Fysiska processer
De vanligaste av fysiska processer som finns för eliminering av östrogen är olika tekniska processer av sorptioner, exempelvis sorption på aktivt slam (AS), som är den huvudsakliga tekniska processen som används för att rena avloppsvatten och sorption på adsorberande material. Membranfiltrering är även en fysisk process som används och är separationen mellan fysikaliska och kemiska egenskaper och används för att avlägsna föroreningar i vatten- och avloppsrening.

#### Biologiska processer
Biologisk nedbrytning är en rening/nedbrytning av mikrobiella organismer som omvandlar eller förändrar strukturen hos kemikalier. Exempel på dessa processer är bakterier från aktivt slam (AS) och anaerobt slam, AS-processen är en biologisk rening av avloppsvatten som utförs av en variabel och blandad gemenskap av mikroorganismer i en aerob vattenmiljö. Andra exempel är Mikroalger och vissa alger kan bitransformera EE2 vid användning av optimala algtäthetsförhållanden, samt enzymer där ligninolytiska svampar producerar extracellulära enzymer, vilket gör dem lämpliga att bryta ned östrogener.

#### Avancerade oxidationsprocesser
Avancerade oxidationsprocesser (AOP) är processer när oxidationen av organiska föreningar sker främst genom reaktioner mellan hydroxylradikaler. Exempel på denna process är fotolys, heterogen fotokatalys, starka oxidationsmedel (ex. ozon, underklorsyra och/eller kloroxid, manganoxid och järn-tetraamidomakroctklisk ligand), en kombination av UV och starka oxidationsmedel och sonolysis som är bestrålning av ultraljudsvågor med låg till medelhög frekvens i ett flytande medium.